# Feldhockey-Bundesliga 2019–21 (Herren)
Die Feldsaison 2019–21 begann am 7. September 2019. Der Spielmodus der Hin- und Rückrunde wurde in dieser Saison geändert. Es gibt eine Hinrunde Jeder gegen jeden, die Rückrunde findet verkürzt in zwei Sechsergruppen statt. Danach gibt es Play-off-Viertelfinals zwischen den ersten vier Plätzen der Sechsergruppen und Abstiegsspiele zwischen den 5. und 6.-Platzierten.
Nach der Winterpause wurde aufgrund der Covid-19-Pandemie der Spielbetrieb zur Rückrunde zunächst nicht wieder aufgenommen. Während der pandemiebedingten Spielpause gab es verbandsinterne Abstimmungsprozesse für den weiteren Spielbetrieb, und es wurde beschlossen, die Saison 2019/20 nicht als solche fortzuführen, sondern die Ergebnisse der Hinrunde die Tabelle als Start der eigentlich im Herbst startenden Saison 2020/21 zu nehmen, und somit eine Doppelsaison zu spielen.
Die Endrunde fand wie gewohnt gemeinsam mit den Damen an einem Wochenende im Frühjahr 2021 statt. der KTHC Stadion Rot-Weiss aus Köln gewann seine neunte deutsche Meisterschaft.

## Hauptrunde

### Hinrunde 2019
| Platz | Club                    | Spiele | Tore    | Punkte |
| ----- | ----------------------- | ------ | ------- | ------ |
| 1.    | Rot-Weiss Köln          | 11     | 40 : 27 | 26     |
| 2.    | Uhlenhorst Mülheim (M)  | 11     | 55 : 20 | 23     |
| 3.    | Mannheimer HC           | 11     | 31 : 21 | 21     |
| 4.    | Crefelder HTC           | 11     | 27 : 24 | 19     |
| 5.    | Berliner HC             | 11     | 37 : 27 | 18     |
| 6.    | UHC Hamburg             | 11     | 33 : 26 | 18     |
| 7.    | Hamburger Polo Club     | 11     | 29 : 25 | 17     |
| 8.    | Club an der Alster      | 11     | 25 : 31 | 15     |
| 9.    | Harvestehuder THC       | 11     | 35 : 42 | 13     |
| 10.   | Nürnberger HTC          | 11     | 23 : 43 | 6      |
| 11.   | TSV Mannheim (N)        | 11     | 32 : 54 | 6      |
| 12.   | Großflottbeker THGC (N) | 11     | 14 : 41 | 5      |

Endstand zur Winterpause (Stand 20. Oktober 2019, Winterpause)

### Rückrunde 2020
| Platz | Club                    | Spiele | Tore    | Punkte |
| ----- | ----------------------- | ------ | ------- | ------ |
| 1.    | Rot-Weiss Köln          | 22     | 71 : 42 | 49     |
| 2.    | Uhlenhorst Mülheim (M)  | 22     | 87 : 35 | 45     |
| 3.    | Mannheimer HC           | 22     | 71 : 36 | 43     |
| 4.    | Hamburger Polo Club     | 22     | 57 : 35 | 40     |
| 5.    | Berliner HC             | 22     | 63 : 41 | 38     |
| 6.    | UHC Hamburg             | 22     | 54 : 51 | 36     |
| 7.    | Harvestehuder THC       | 22     | 70 : 64 | 32     |
| 8.    | Crefelder HTC           | 22     | 47 : 52 | 26     |
| 9.    | Club an der Alster      | 22     | 44 : 59 | 25     |
| 10.   | TSV Mannheim (N)        | 22     | 44 : 81 | 15     |
| 11.   | Nürnberger HTC          | 22     | 29 : 86 | 11     |
| 12.   | Großflottbeker THGC (N) | 22     | 31 : 86 | 10     |

Endstand zur Winterpause (Stand 31. Oktober 2020, Winterpause)

### Staffeltabellen
Spiele zählen aus der Hin- und Rückrunde.
Legende:
| (M) | Deutscher Meister 2019              |
| (N) | Aufsteiger aus der 2. Bundesliga    |
|     | Qualifikation für das Viertelfinale |
|     | Spiele um den Abstieg               |

| Platz | Club                    | Spiele | Tore      | Punkte |
| ----- | ----------------------- | ------ | --------- | ------ |
| 1.    | Uhlenhorst Mülheim (M)  | 27     | 105 :044  | 55     |
| 2.    | UHC Hamburg             | 27     | 065 :064  | 43     |
| 3.    | Harvestehuder THC       | 27     | 088 :037  | 42     |
| 4.    | Club an der Alster      | 27     | 059 :066  | 38     |
| 5.    | Crefelder HTC           | 27     | 054 :072  | 26     |
| 6.    | Großflottbeker THGC (N) | 27     | 038 : 104 | 13     |

| Platz | Club                | Spiele | Tore     | Punkte |
| ----- | ------------------- | ------ | -------- | ------ |
| 1.    | Rot-Weiss Köln      | 27     | 87 :045  | 59     |
| 2.    | Mannheimer HC       | 27     | 82 :041  | 51     |
| 3.    | Berliner HC         | 27     | 74 :051  | 50     |
| 4.    | Hamburger Polo Club | 27     | 66 :048  | 47     |
| 5.    | TSV Mannheim (N)    | 27     | 53 :091  | 18     |
| 6.    | Nürnberger HTC      | 27     | 30 : 102 | 11     |

Endstand nach Ende der Hauptrunde (18. April 2021)

## Endrunde

### Viertelfinale
Die Viertelfinalrunde wurde an den Wochenenden 24./25. April und 1./2. Mai 2021 gemeinsam mit den Damen ausgetragen. Ins Finale zieht jeweils die Mannschaft ein, die zuerst zwei Spiele für sich entscheiden kann. Sollte es keinen Sieger nach der regulären Spielzeit geben, gibt es einen Shoot-Out-Wettbewerb (Penalty-Schießen).
| Viertelfinale 1 (VF1) | Viertelfinale 1 (VF1) | Viertelfinale 1 (VF1) | Hinspiel  | Rückspiel           |
| Club an der Alster    | –                     | Rot-Weiss Köln        | 0:2 (0:1) | 1:4 (0:2)           |
| Viertelfinale 2 (VF2) | Viertelfinale 2 (VF2) | Viertelfinale 2 (VF2) | Hinspiel  | Rückspiel           |
| Hamburger Polo Club   | –                     | Uhlenhorst Mülheim    | 0:1 (0:1) | 4:6 (2:2)           |
| Viertelfinale 3 (VF3) | Viertelfinale 3 (VF3) | Viertelfinale 3 (VF3) | Hinspiel  | Rückspiel           |
| Harvestehuder THC     | –                     | Mannheimer HC         | 0:1 (0:0) | 1:4 (2:1)           |
| Viertelfinale 4 (VF4) | Viertelfinale 4 (VF4) | Viertelfinale 4 (VF4) | Hinspiel  | Rückspiel           |
| Berliner HC           | –                     | UHC Hamburg           | 3:0 (0:0) | 4:3 n.SO (1:1, 0:0) |

### Final Four
Die Endrunde wurde am Wochenende 8. und 9. Mai 2021 gemeinsam mit den Damen ausgetragen.
Sollte es keinen Sieger nach der regulären Spielzeit geben, gibt es einen Shoot-Out-Wettbewerb (Penalty-Schießen).
| Halbfinale, Samstag, 8. Mai 2021 | Halbfinale, Samstag, 8. Mai 2021 | Halbfinale, Samstag, 8. Mai 2021 |  |  | Finale, Sonntag, 9. Mai 2021 | Finale, Sonntag, 9. Mai 2021 | Finale, Sonntag, 9. Mai 2021 |
|                                  |                                  |                                  |  |  |                              |                              |                              |
| VF1                              | KTHC Stadion Rot-Weiss           | 6                                |  |  |                              |                              |                              |
| VF4                              | Berliner HC                      | 4                                |  |  |                              |                              |                              |
| (2:2)                            | (2:2)                            | (2:2)                            |  |  | H1                           | KTHC Stadion Rot-Weiss       | 1                            |
|                                  |                                  |                                  |  |  | H2                           | Uhlenhorst Mülheim           | 0                            |
| VF2                              | Uhlenhorst Mülheim               | 6                                |  |  | (0:0)                        | (0:0)                        | (0:0)                        |
| VF3                              | Mannheimer HC                    | 5                                |  |  |                              |                              |                              |
| n.SO (2:2, 1:1)                  |                                  |                                  |  |  |                              |                              |                              |

| Deutscher Feldhockeymeister der Herren 2021 KTHC Stadion Rot-Weiss | Kader: Vincent Vanasch, Joshua Onyekwue Najii, Florian Pelzner, Tom Grambusch, Kai Aichinger, Johannes Große, Antheus Barry, Mink van der Weerden, Mats Grambusch, Florian Adrians, Florian Scholten, Moritz Trompertz, Christopher Rühr, Thies Ole Prinz, Elian Mazkour, Maximilian Siegburg, Timur Oruz; Trainer: André Henning |

## Auf- und Abstieg

### Playdown-Runde
| Playdown 1                         | Hinspiel            | Rückspiel | 3. Spiel            |
| Großflottbeker THGC – TSV Mannheim | 0:1 (0:0)           | 0:6 (0:2) | -                   |
| Playdown 2                         | Hinspiel            | Rückspiel | 3. Spiel            |
| Nürnberger HTC – Crefelder HTC     | 6:4 n.SO (2:2, 1:0) | 2:3 (0:1) | 5:3 n.SO (1:1, 0:1) |

Absteiger in die 2. Feldhockey-Bundesliga 2021/22 sind der Großflottbeker THGC und Crefelder HTC, beide in die Gruppe Nord.

### Aufstieg
Aufgrund der Covid-19-Pandemie wurde in der Spielbetrieb der zweiten Bundesliga ab dem 30. April 2021 abgebrochen. Eine Entscheidung bezüglich Auf- und Abstiegsregelung aus der zweiten Bundesliga wurde im Mai 2021 diskutiert, später die Ab- und Aufstiegsregelungen beschlossen und letztlich das Teilnehmerfeld der verschiedenen Ligen veröffentlicht.
Aufsteiger aus der 2. Feldhockey-Bundesliga 2019–21 waren der SC Frankfurt 1880 aus der Gruppe Süd und der Düsseldorfer HC aus der Gruppe Nord.

## Belege
1. ↑  geplanter Rahmenterminplan 19/20: Mitteilung #171 DHB
2. ↑  1. Liga: Neuer Modus erklärt (Memento vom 29. August 2019 im Internet Archive) auf web.hockey.de
3. ↑  Beschlüsse des Spielordnungsausschusses (SOA) - Zusammenfassung der inhaltlichen Änderungen der SPO DHB zum 1. August 2020, PDF
Spielordnung des Deutschen Hockey-Bundes e. V., Stand vom September 2020, PDF
4. ↑  Neuer Rahmenterminplan 19/20/21: Mitteilung #183 DHB
5. 1 2 3  Ergebnisarchiv Feld 2019/20/21 1. Bundesliga - Herren. In: hockey.de. Deutscher Hockey bund e. V., abgerufen am 16. Mai 2021.
6. ↑  RRK 08 - Deutsche Meister im Hockey mit Namen. In: rrk-online.de. Abgerufen am 14. März 2025.
7. ↑  Diskussionsthema 2. Bundesliga. In: web.hockey.de. Deutscher Hockey Bund e. V., archiviert vom Original (nicht mehr online verfügbar) am 16. Mai 2021; abgerufen am 16. Mai 2021.
8. ↑  Abbruch und Wertung der 2. Bundesliga (Feld) (PDF; 171 kB)
9. ↑  hockey.de, Zusammensetzung der 1. und 2.Bundesliga Damen und Feld in der Saison 2021/2022 (PDF-Datei)

1937 |
1938 |
1939 |
1940 |
1941 |
1942 |
1943 |
1944 |
1950 |
1951 |
1952 |
1953 |
1954 |
1955 |
1956 |
1957 |
1958 |
1959 |
1960 |
1961 |
1962 |
1963 |
1964 |
1965 |
1966 |
1967 |
1968
seit 1969: Spielzeiten der deutschen Feldhockey-Bundesliga der Herren

1969/70 |
1970/71 |
1971/72 |
1972/73 |
1973/74 |
1974/75 |
1975/76 |
1976/77 |
1977/78 |
1978/79 |
1979/80 |
1981 |
1982 |
1983 |
1984 |
1985 |
1986 |
1987 |
1988 |
1989 |
1990 |
1991 |
1992 |
1993 |
1994 |
1995 |
1996 |
1997 |
1998 |
1999 |
2000 |
2001 |
2002 |
2003/04 |
2004/05 |
2005/06 |
2006/07 |
2007/08 |
2008/09 |
2009/10 |
2010/11 |
2011/12 |
2012/13 |
2013/14 |
2014/15 |
2015/16 |
2016/17 |
2017/18 |
2018/19 |
2019–21 |
2021/22 |
2022/23 |
2023/24 |
2024/25 |
2025/26